# 329 Svea
329 Svea è un asteroide della fascia principale del diametro medio di circa 77,8 km. Scoperto nel 1892, presenta un'orbita caratterizzata da un semiasse maggiore pari a 2,4767420 UA e da un'eccentricità di 0,0237893, inclinata di 15,88334° rispetto all'eclittica.
È il principale asteroide della famiglia Svea.
Il suo nome è un'allusione alla Svezia, dove Max Wolf aveva studiato pochi anni prima della scoperta.